# دیگو میلان
دیگو میلان (اسپانیایی: Diego Milán‎؛ زادهٔ ۱۰ ژوئیهٔ ۱۹۸۵) دوچرخه‌سوار اهل اسپانیا است. وی در بازی‌های المپیک تابستانی ۲۰۱۶ شرکت کرده است.